# Градски Врховци
Градски Врховци су насељено место у саставу града Пожеге, у Славонији, Република Хрватска.

## Становништво
Насеље је према попису становништва из 2011. године имало 46 становника.
| Националност       | 1991.       |
| Срби               | 70 (84,33%) |
| Хрвати             | 6 (7,22%)   |
| Југословени        | 0           |
| остали и непознато | 7 (8,43%)   |
| Укупно             | 83          |